# Smilium sinense
Smilium sinense är en kräftdjursart som först beskrevs av Annandale 1910.  Smilium sinense ingår i släktet Smilium och familjen Scalpellidae. Inga underarter finns listade i Catalogue of Life.